# ピエール・ダンカルヴィル
ピエール・ノエル・ル・シェロン・ダンカルヴィル（Pierre Noël Le Chéron d'Incarville、1706年8月21日 - 1757年5月12日）は、フランスのイエズス会修道士、植物学者。清の宮廷に仕え、中国の植物をヨーロッパに送った。
中国名は湯執中(Tāng Zhízhōng)。

## 略歴
ダンカルヴィルはエヴルー教区のルヴィエに生まれ、1727年にイエズス会に入会した。1730年にケベックにわたり、10年間にわたって文法・古典・修辞学を教えた。
1740年に中国にわたり、乾隆帝の花園の設計にかかわった。
ダンカルヴィルはニワウルシやエンジュなど、多くの植物の種や標本をシベリア経由でフランスのベルナール・ド・ジュシューに送った。しかしニワウルシをウルシと勘違いしていたため、ヨーロッパの学界に混乱をもたらした。
逆にジュシューから中国にない植物が送られてくることもあり、カスティリオーネが1853年に描いた「海西知時草」（オジギソウ）は、おそらくジュシューからダンカルヴィルに送られたものだという。
ダンカルヴィルはまた中国の農業に関する報告をヨーロッパに送った。漆についての報告は19世紀になって他の著者による報告とともに出版された。
- “Art du vernis”. Arts, métiers et cultures de la Chine. Paris: Imprimerie de Le Normant. (1814)

養蚕に関する報告はスタニスラス・ジュリアンによる『桑蚕輯要』の翻訳に附録として載せられている。
- Julien, Stanislas (1837). “Mémoir sur les vers à soie sauvages par le P. d'Incarville”. Résumé des principaux traités chinois sur la culture des mûriers et l'éducation des vers à soie. Paris: Imprimerie royale. pp. 189-218

北京の植物260種の一覧も19世紀になってから公刊された。
- “Catalogue alphabétiques des plantes de Peking et d'autres objets d'histoire naturelle”. Mémoires de la Société impériale des naturalistes de Moscou 3:  244-270. (1812). (HathiTrust)

ダンカルヴィルは1750年にパリの科学アカデミーの通信員に選ばれた。1757年、北京で没した。
ノウゼンカズラ科のインカルヴィレア属の名はダンカルヴィルの名にちなみ、ベルナール・ド・ジュシューの甥であるアントワーヌ・ローラン・ド・ジュシューによって1789年に命名された。

## 関連文献
- Kilpatrick, Jane (2007). Gifts from the Gardens of China. Frances Lincoln. ISBN 071122630X
- アリス・M・コーツ 著、遠山茂樹 訳『プラントハンター東洋を駆ける : 日本と中国に植物を求めて』八坂書房、2007年。ISBN 489694898X。